# 5922 Shouichi
5922 Shouichi è un asteroide della fascia principale del diametro medio di circa 24,93 km. Scoperto nel 1992, presenta un'orbita caratterizzata da un semiasse maggiore pari a 3,0035931 UA e da un'eccentricità di 0,1072035, inclinata di 7,85986° rispetto all'eclittica.
L'asteroide è dedicato all'ingegnere elettronico giapponese Shouichi Satō.